# Não existe almoço grátis
"Não há almoços grátis" (tradução da expressão em inglês There is no free lunch) ou "Não existe essa coisa de almoço grátis" (tradução literal da expressão There ain't/is no such thing as a free lunch) é uma frase popular que expressa a ideia de que é impossível conseguir algo sem dar nada em troca. Os acrônimos das frases em inglês, TNSTAAFL, TANSTAAFL, e TINSTAAFL, também são comumente utilizados. O uso dessa expressão remonta às décadas de 1930 e 1940, embora a primeira aparição da frase seja atualmente desconhecida. O termo "almoço grátis" faz referência a uma prática comum entre bares americanos do século XIX, que ofereciam uma refeição sem nenhum custo para os cliente que consumissem bebidas. A expressão e seu acrônimo foram popularizados pelo escritor de ficção científica Robert A. Heinlein, em seu livro The Moon is a Harsh Mistress, de 1966. O economista monetarista Milton Friedman também popularizou a frase ao usá-la, em 1975, como o título de um de seus livros. Ela também aparece frequentemente em livros didáticos de economia.

## História e uso

### Almoços grátis
O "almoços grátis" refere-se à tradição então comum nos bares do Velho Oeste dos EUA que forneciam comida de graça para clientes que tinham comprado pelo menos uma bebida. Muitos dos alimentos oferecidos eram muito salgados (por exemplo, presunto, queijo e biscoitos), para que quem os comesse acabasse por comprar ainda mais cerveja. Rudyard Kipling, em 1891, escreveu:
Entrou na sala de um bar cheia de quadros ruins, em que os homens com chapéus pelas costas devoravam comida num aparador. Era a prática do "almoço grátis" com que me deparei. Quem paga uma bebida pode comer tanta comida quanta quiser. Por pouco menos do que uma rupia por dia um homem podia alimentar-se sumptuosamente em São Francisco, mesmo que estivesse falido. Lembre-se disto, se alguma vez for parar àquela zona.
TANSTAAFL, por outro lado, indica o reconhecimento de que na realidade uma pessoa ou uma sociedade não pode ter "alguma coisa de graça". Mesmo se alguma coisa aparenta ser gratuita, há sempre um custo para a pessoa ou para a sociedade no seu conjunto, embora isso possa ser um custo oculto ou uma externalidade. Por exemplo, como uma das personagens de Heinlein salientou, se um bar oferece um almoço grátis provavelmente irá cobrar mais pelas suas bebidas.

### Usos iniciais
A mais antiga ocorrência conhecida da frase completa, sob a forma "Não há almoços grátis" (There ain't no such thing as free lunch) aparece como a expressão forte de uma anedota que apareceu num artigo do El Paso Herald-Post, a 27 de junho de 1938 (e noutros jornais da cadeia Scripps-Howard da mesma época), intitulada A Economia em oito palavras.
Em 1942, a expressão apareceu num artigo do jornal Daily Register de Oelwein (numa citação atribuída ao economista Harley L. Lutz), em 1945 apareceu na Columbia Law Review e em 1947 na coluna do economista Merryle S. Rukeyser.
Em 1949, a frase apareceu num artigo de Walter Morrow no San Francisco News (publicado a 1 de Junho) e na monografia TANSTAAFL: A Plan for a New Economic World Order de Pierre Dos Utt, que descreve um sistema político oligárquico baseado nas suas conclusões deduzidas do princípio de "não haver almoços grátis".
As fontes de 1938 e 1949 associam a frase a uma fábula em que um rei procura o conselho dos seus consultores económicos. O último economista sobrevivente aconselha que "Não há almoços grátis."
Em 1950, um colunista do New York Times atribuiu a expressão ao economista matemático e general Leonard Porter Ayres: "Parece que pouco antes da morte do General (em 1946)... um grupo de jornalistas foi ter com ele pedindo-lhe uma das várias verdades económicas imutáveis que ele tinha reunido ao longos dos anos do seu estudo económico... 'É um fato económico imutável,' disse o General, 'que não há almoços grátis'"
A edição de 8 de setembro de 1961, da Life Magazine, mostra um editorial na página 4, intitulado  "'TANSTAFL,' It's the Truth", que termina com a explicação como anedota do agricultor.

### Popularização
Em 1966, o escritor Robert A. Heinlein publicou a sua obra percursora The Moon is a Harsh Mistress, em que TANSTaaFL era uma tema central e libertarista, explicitado e explicado. Tal levou ao seu uso e grande popularidade.
Edwin G. Dolan usou a frase no título do seu livro de 1971 TANSTAAFL (There Ain't No Such Thing As A Free Lunch) – A Libertarian Perspective on Environmental Policy (Não há Almoços Grátis - Uma perspectiva Libertarista da Política Ambiental).
O economista liberal Milton Friedman posteriormente aumentou a popularidade da frase usando-a como título do seu livro de 1975, sendo usada na literatura económica para descrever custo de oportunidade. Campbell McConnell escreve que a ideia está "no cerne da ciência económica".

### Significados
Economia
Em economia, TANSTAAFL significa custo de oportunidade. Greg Mankiw descreve o conceito do seguinte modo: "Para podermos ter uma coisa de que gostamos, usualmente temos de prescindir de uma outra coisa de que também gostamos. Tomar decisões exige trocar um objetivo por um outro." A ideia de que não há almoços grátis a nível nacional aplica-se somente quando todos os recursos estão a ser completamente e apropriadamente usados – ou seja, quando a situação é de eficiência econômica. Se assim não for, pode haver 'almoços grátis' através de uma utilização mais eficiente dos recursos. Ou, como Fred Brooks refere, "Só se pode conseguir alguma coisa a troco de nada se anteriormente se conseguiu nada a troco de alguma coisa."  Se um indivíduo ou um grupo conseguem algo sem nenhum custo, alguém acaba por pagar por isso. Se parece não haver nenhum custo direto para um indivíduo isolado, há um custo social. De forma similar, alguém pode beneficiar de "graça" de uma externalidade ou de um bem público, mas alguém tem que pagar o custo de produção desses benefícios.
Ciência
Nas ciências, “Não há almoços grátis” significa que o universo como um todo é, em última instância, um sistema fechado. Não há nenhuma fonte mágica de matéria, energia, luz, ou mesmo almoços, não se pode extrair recursos de qualquer outra coisa, e que não acabará por se esgotar. Portanto, o argumento de “Não há almoços grátis” também pode ser aplicado aos processos físicos naturais num sistema fechado, tanto no Universo, ou num qualquer sistema que não receba energia ou matéria de fora. (Veja-se a segunda lei da termodinâmica). O bio-ecologista Barry Commoner usou este conceito como a última das suas famosas "Quatro Leis da Ecologia".
Finanças
Em matemática financeira, a expressão é também usada como um sinônimo informal do princípio de não-arbitragem. De acordo com este princípio a combinação de títulos que tem os mesmos fluxos de fundos de outros títulos então deve ter o mesmo preço em equilíbrio.
Tecnologia
TANSTAAFL é por vezes usada como a resposta a exigências das virtudes de software livre. Os adeptos do software livre frequentemente contrapõem que o uso do termo "livre" neste contexto é principalmente uma referência à falta de restrição ("livre") em vez de uma falta de custo ("grátis"). Richard Stallman descreve  "'livre', como 'liberdade de expressão', não como 'cerveja grátis'". Também ficou muito popular na área de hardware, devido ao fato de quê os programas sempre conseguem alcançar o poder de processamento das máquinas.
Excepções
Têm sido apresentadas algumas exceções do princípio "Não há almoços grátis" como o sol e o dióxido de carbono. Tem sido argumentado em particular que o metabolismo evoluiu para aproveitar o almoço grátis fornecido pelo sol, que também desencadeia a produção do vital oxigênio nas plantas.